# Club Baloncesto Granada
El Club Baloncesto Granada fue el equipo de baloncesto de la ciudad española de Granada. El Club actual tiene su génesis en el antiguo Club Asociación Baloncesto Granada, que fue a su vez la continuación del Club Amigos del Baloncesto de Loja, que cubrió la etapa dejada por el Club Deportivo Oximesa, desaparecido por problemas económicos. 
El Club Asociación Baloncesto Granada (C.A.B. Granada) se constituyó el 28 de junio de 1994 bajo el impulso del abogado José Luis López Cantal que constituye en compañía de una junta directiva el C.A.B. Granada, que durante un año militó en la recién creada la Liga EBA bajo la fórmula de Asociación Deportiva procediendo del desaparecido CAB Loja.
Tras participar dos años en la Liga EBA (en la temporada 95-96 quedó campeón tras resultar invicto en todos los partidos de la fase final), el 14 de junio de 1996 el CAB Granada adquirió los derechos para participar en la Liga ACB al Club Baloncesto Salamanca. El 11 de julio el Club se constituye en Sociedad Anónima Deportiva. 
En la temporada 98/99 desciende a la LEB, para lograr de nuevo el ascenso y el retorno a la ACB en la temporada 2000-01. En 2002-03 vuelve a perder la categoría pero retorna en la campaña 2003-04 tras solo una temporada en la LEB.
La andadura de este club partió en Salamanca, en 1993, donde compitió 3 años como Club Baloncesto Salamanca, llegando a clasificarse para la Copa Korac en su último año de existencia, y en 1996 la sociedad cambió domicilio y nombre hacia tierras granadinas, tomando el nombre del Club Baloncesto Granada que había iniciado su andadura en 1994. Ha participado en la Liga ACB, pero también en su división inferior del baloncesto español, la Liga LEB. Su mejor actuación hasta el momento fue en la temporada 2009-2010 terminando en 10.ª posición de la Liga ACB. Tras esto, la maltrecha economía del club no permitió reunir un equipo de garantías para la temporada 2010-2011. Una vez concluida esta campaña, a pesar de la destitución del técnico Trifón Poch tras la aplastante derrota que sufrió el CB Granada en Alicante y la incorporación del granadino Curro Segura como entrenador, el CB Granada acaba descendiendo a la LEB Oro tras 7 años seguidos en la élite del baloncesto español.
En la temporada 2011-2012 tras una nefasta temporada acusada de problemas económicos e institucionales acaba descendiendo a la LEB Plata.
Pocos días después, la web del Club Baloncesto Granada SAD anuncia la liquidación de la entidad y con ello su desaparición.

## Nombres Comerciales
- C.A.B Spar Granada
- Covirán Sierra Nevada
- Covirán Cervezas Alhambra
- Club Baloncesto Granada

## Presidentes
- José Luis López Cantal.
- Carlos Marsa Valdeovinos
- José Julián Romero.
- Ramiro Pérez De La Blanca.

## Entrenadores
- 1994-1996 Antonio Gómez Nieto.
- 1996-1997 José Alberto Pesquera.
- 1997-1998 Pedro Martínez, Antonio Gómez Nieto.
- 1998-1999 Miguel Ángel Martín, David Cárdenas, Iñaki Irirarte.
- 1999-2000 Iñaki Irirarte, Kike Gutiérrez, José Alberto Pesquera.
- 2000-2002 Antonio Gómez Nieto.
- 2002-2003 Antonio Gómez Nieto, Sergio Valdeolmillos.
- 2003-2008 Sergio Valdeolmillos.
- 2008-2011 Trifón Poch.
- 2011 Curro Segura, Miguel Ángel Zapata Pérez.

## Cuerpo Técnico 2010/11
- Entrenador: Curro Segura.
- Entrenadores ayudantes:  Miguel Ángel Zapata Pérez.
- Preparador físico: Sergio Sánchez.
- Delegado: Alberto Pérez.
- Médico: Fermín Rodríguez.
- Fisioterapeuta: David Urbano.

## Trayectoria

### Liga
- 1994-95 EBA: 3.º (como SPAR Granada)
- 1995-96 EBA: 1.º y campeón frente al Pamesa Valencia (como SPAR Granada)
- 1996-97 ACB: 13.º
- 1997-98 ACB: 16.º
- 1998-99 ACB: 17.º y descenso
- 1999-00 LEB: 10.º
- 2000-01 LEB: 2.º y ascenso
- 2001-02 ACB: 14.º
- 2002-03 ACB: 18.º y descenso
- 2003-04 LEB: 2.º ascenso
- 2004-05 ACB: 15.º
- 2005-06 ACB: 13.º
- 2006-07 ACB: 11.º
- 2007-08 ACB: 15.º
- 2008-09 ACB: 11.ª
- 2009-10 ACB: 10.º
- 2010-11 ACB: 17.º y descenso
- 2011-12 LEB oro: 18.º y descenso
- 2011-12 LEB plata: Desaparición

## Memorial Antonio Rodríguez Franco
Antecedentes:
19 2004 CB Granada, 69 - Unicaja, 81 (I Memorial Antonio Rodríguez Franco)
28 2005 CB Granada, 92 - Etosa Alicante, 87 (II Memorial Antonio Rodríguez Franco)
17 2006 CB Granada, 72 – G. Canaria G. Dunas, 84 (III Memorial Antonio Rodríguez Franco)
17 2007 CB Granada, 84 - Unics Kazán, 73 (IV Memorial Antonio Rodríguez Franco)
15 2008 CB Granada 76- Lietuvos Rytas 72 (V Memorial Antonio Rodríguez Franco)
01 2009 CB Granada 77 - Khimki 66 (VI Memorial Antonio Rodríguez Franco)
23 2010 CB Granada 70 - Asefa Estudiantes 84 (VII Memorial Antonio Rodríguez Franco)
25 2011 CB Granada  78 - Armani Jeans Milán 82 (VIII Memorial Antonio Rodríguez Franco)

### Torneos Regionales
- 3 Copa de Andalucía (2000, 2004, y 2006)
- 1 Copa Leb de Andalucía {2011)

### Torneos Nacionales
- Subcampeón de la Supercopa de España de Baloncesto 2005

### Competiciones europeas
- 1996-97 Copa Korac: Eliminado en dieciseisavos de final por el Banco di Roma

### Torneos amistosos
- 3 Copa de Andalucía (2000, 2004, y 2006)
- Subcampeón de la Supercopa de España de Baloncesto 2005
- Cuartos de final de la Copa del Príncipe 1999-2000 (eliminado por el Coren Orense)
- Campeón del trofeo ciudad de Zaragoza [2007-2008]
- Subcampeón del trofeo ciudad de Valencia [2007-2008]
- Subcampeón del torneo ciudad de baloncesto de Almería [2005-2006]
- (3) Campeón del trofeo ciudad de Guadix [2002-2003]; [2006-2007], [2008-2009]
- (4) Campeón del Memorial Antonio Rodríguez Franco [2005-2006]; [2007-2008]; [2008-2009]; [2009-2010]
- Subcampeón del trofeo ciudad de Lorca [2007-2008]
- Campeón de la costa blanca Alicante [2002-2003]
- Campeón de la liga Eba [1995-1996]
- (2) Subcampeón de la liga leb [2000-2001], [2003-2004]
- Subcampeón de la liga de verano en inca [2005]
- Campeón del trofeo de La Zubia en el circuito sub-20.(2005-2006)
- Campeón del torneo ciudad de Albolote sub-20 (2007)
- Campeón del Torneo Unelco Endesa Lanzarote sub-20(2008)
- Campeón del I Torneo Internacional Junior Haria Charalambous (Inglaterra) 2007
- Subcampeón del Memorial Rodríguez Franco (4) [2006-2007],[2004,2005], [2010-2011],[2011-2012]
- Campeón Memorial Alcalde de Motril (1) [1994-1995]
- Campeón del Torneo de Albolote (1) [1994-1995]
- Subcampeón del trofeo Virgen de la Antigua (Guadalajara)[2008-2009]
- Subcampeón del trofeo Fiestas de Fuenlabrada [2008-2009]
- campeón del trofeo de Navidad Ciudad de Tíjola de Almería [2008-2009]
- Campeón del trofeo del Campillo de Málaga [2002-2003]
- Campeón del Torneo Ciudad de Linares [2009-2010]
- Campeón del Torneo Fiestas de Fuenlabrada [2009-2010]
- Campeón del Trofeo Diputación de Almería (2) [2009-2010] (2010-2011)
- Campeón del Trofeo Poeta Manuel Alcántara de Málaga [2010-2011]

### Otros datos de interés
- Temporadas en liga ACB: 12
- Temporadas en liga LEB: 4
- Temporadas en liga EBA: 2
- Temporadas en liga LEB Oro: 1